# McStroke
McStroke (с англ. — «Мак-инсульт») — восьмая серия шестого сезона мультсериала «Гриффины». Премьерный показ состоялся 13 января 2008 года на канале FOX.
Эпизод пародирует сюжет фильма «Двойная порция».

## Сюжет
Питер решает отпустить усы. Лоис они не очень нравятся, но остальная семья против них ничего не имеет. Теперь Питер пребывает в иллюзии, что из-за усов он может говорить по-итальянски. Возвращаясь с Брайаном из итальянского магазинчика, Питер видит горящее здание ресторана «МакБургерТаун» (англ. McBurghertown). Питер самоотверженно бросается внутрь и спасает человека, но его усы (давшие ему уверенность в своих силах) при этом сгорают. Расстроенный этим Питер привязывает себе к лицу Брайана, чтобы тот изображал ему новые усы. Ситуацию спасает внезапный визит спасённого, Тодда Майерса, который оказывается директором того сгоревшего ресторана. В благодарность он дарит Питеру бесплатные гамбургеры в своих ресторанах пожизненно.
Питер с Брайаном посещают вновь открывшийся МакБургерТаун, где Питер немедленно съедает за раз тридцать гамбургеров. После этого у него немеет половина тела и начинаются конвульсии. Питер оказывается в больнице с диагнозом «инсульт». Через три месяца его выписывают, но левая половина его тела так и неподвижна. Питер клянётся отомстить МакБургерТауну.
Глава семейства решает обратиться за помощью в клинику стволовых клеток и буквально через пять минут становится совершенно здоровым. Теперь он готов судиться с корпорацией, но проигрывает дело. Тогда Питер идёт на обман: под видом «азиатских бизнесменов, готовых вложиться в МакБургерТаун», они с Брайаном приходят в центральный офис корпорации, чтобы найти какую-нибудь компрометирующую информацию. Их внимание привлекает железная дверь с надписью «Вход воспрещён». За ней оказывается скотобойня, где они знакомятся с говорящим быком. Тот рассказывает им об ужасах своего существования, и тогда Питер с Брайаном решают сбежать с ним, чтобы тот мог на суде свидетельствовать против организации. За троицей организуется погоня, но друзьям удаётся покинуть здание.
Бык выступает перед жителями Куахога с пламенной речью отказаться от фастфуда и есть салаты. После этого он намеревается остаться жить у Гриффинов, но им эта идея не по душе.
Тем временем Стьюи спорит с Брайаном, что если он попадёт в среднюю школу, то уже через неделю станет там «крутым лидером». Итак, Стьюи, переодевшись и надев светловолосый парик, тайком (в рюкзаке Мег) проникает в школу. Там он немедленно отправляется знакомиться с «крутыми учениками», взяв себе псевдоним Зак Сойер (Zac Sawyer). Те принимают его в свою компанию, послушав его «крутую» речь. Постепенно Стьюи-Зак соблазняет одну из «крутых» учениц — Конни Д’Амико, но в последнюю минуту та прогоняет его из своей машины, не впечатлённая размером пениса годовалого малыша.
«Крутизне» Стьюи в школе конец — Конни всё всем рассказала. Тогда малыш мстит красавице: выпрашивает у неё «поцелуй на прощание», моментально оголяется, и призывает всех в свидетели, что она «соблазняет младенца». Конни Д’Амико арестовывают. Голый Стьюи независимо покидает школу для старшеклассников.

## Создание
Автор сценария: Уэллесли Уайлд
Режиссёр: Брайан Айлс
Композитор: Рон Джоунс
Приглашённые знаменитости: Камилл Гуати и Рикардо Монтальбан (в роли говорящего быка; первоначально персонаж прописывался под Билла Мара)

## Оценки
Брэд Тречак на сайте TV Squad дал эпизоду низкую оценку, высказав предположение, что на его качество повлияла Всеамериканская забастовка сценаристов.
В то же время IGN присудил эпизоду 8,8 баллов из 10, отметив, что, несмотря на забастовку Гильдии сценаристов, он получился гораздо более занимательным, нежели ожидалось.
Рецензент организации Parents Television Council (с англ. — «Телевизионный совет родителей») в очередной раз назвал новую серию «Гриффинов» худшим шоу недели за сексуальный подтекст в сюжетной линии Стьюи.